# Statue-menhir de Lous Prats
La statue-menhir de Lous Prats est une statue-menhir appartenant au groupe rouergat découverte à Nages, dans le département du Tarn en France.

## Description
Elle a été découverte en 1983 par Robert Pistre lors de la démolition d'un mur, où elle était utilisée comme dalle de perron. La dalle est en granite, elle mesure 1,56 m de hauteur sur 0,59 m de largeur et 0,17 m d'épaisseur. L'extrémité sommitale est manquante. La pierre est usée, aucun caractère anthropomorphe n'est visible. Le personnage porte une ceinture.
La statue est conservée chez son propriétaire.